# Вербовець (Звенигородський район)
Вербове́ць — село в Україні, у Звенигородському районі Черкаської області. Населення становить 707 осіб.
Найближча станція — з.п. Катеринопіль.
На 1857 р. в селі існувало дві церкви — Покровська і Різдва Пресвятої Богородиці.
05.02.1965 Указом Президії Верховної Ради Української РСР передано сільради: Вербовецьку, Гончариську та Кайтанівську Шполянського району — до складу Звенигородського району.

## Географія
Селом протікає річка Каєтанівка, ліва притока Гнилого Тікичу.

## Відомі люди
В селі народилися
- Борисов Микола Іванович (*1860 — †21.03.1933) — відомий земський і громадський діяч Олександрійського повіту Херсонської губернії.
- Борисов Євген Іванович (*1853 — †1900) — відомий публіцист, фолькльорист, етнограф, критик і громадський діяч, член Київської і Єлисаветградської Громад, переслідувався царським режимом.
- Волошенюк Геннадій Михайлович (1925 - 2003)  - український художник, репресований у 1947 р.
- Гірник Микола Андрійович (* 7 червня 1923 — †8 грудня 1981) — український поет, перекладач. Батько поета Павла Гірника.
- Данілейченко Сергій Павлович (25 грудня 1990 — 16 лютого 2019) — солдат Збройних сил України, учасник російсько-української війни.